# Actenicerus toyoshimai
Actenicerus toyoshimai là một loài bọ cánh cứng trong họ Elateridae. Loài này được Arimoto & Watanabe miêu tả khoa học năm 1993.